# Natació sincronitzada al Campionat del Món de natació de 2013
La competició de natació sincronitzada al Campionat del Món de natació de 2013 es realitza entre els dies 20 i 27 de juliol al Palau Sant Jordi (Barcelona).

## Calendari
| Data                 | Hora  | Prova                                 |
| -------------------- | ----- | ------------------------------------- |
| 20 de juliol de 2013 | 09:00 | Preliminars rutina tècnica (solo)     |
| 20 de juliol de 2013 | 14:00 | Preliminars rutina tècnica (equips)   |
| 20 de juliol de 2013 | 19:00 | Final rutina tècnica (solo)           |
| 21 de juliol de 2013 | 09:00 | Preliminars rutina tècnica (duet)     |
| 21 de juliol de 2013 | 14:00 | Preliminars rutina lliure (combinada) |
| 21 de juliol de 2013 | 19:00 | Final rutina tècnica (duet)           |
| 22 de juliol de 2013 | 09:00 | Preliminars rutina lliure (solo)      |
| 22 de juliol de 2013 | 19:00 | Final rutina tècnica (equips)         |
| 23 de juliol de 2013 | 09:00 | Preliminars rutina lliure (duet)      |
| 23 de juliol de 2013 | 18:00 | Preliminars rutina lliure (equips)    |
| 24 de juliol de 2013 | 19:00 | Final rutina lliure (solo)            |
| 25 de juliol de 2013 | 19:00 | Final rutina lliure (duet)            |
| 26 de juliol de 2013 | 19:00 | Final rutina lliure (equips)          |
| 27 de juliol de 2013 | 19:00 | Final rutina lliure (combinada)       |

## Resum de medalles
| Event                   | Or | Or     | Plata | Plata  | Bronze | Bronze |
| Solo Rutina tècnica     | Svetlana Romàixina · Rússia | 96.800 | Huang Xuechen · R.P. de la Xina | 95.500 | Ona Carbonell · Espanya | 94.400 |
| Solo rutina lliure      | Svetlana Romàixina · Rússia | 97.430 | Huang Xuechen · R.P. de la Xina | 95.720 | Ona Carbonell · Espanya | 94.290 |
| Duet rutina tècnica     | Svetlana Kolesnichenko · Svetlana Romàixina · Rússia | 97.300 | Jiang Tingting · Jiang Wenwen · R.P. de la Xina | 94.900 | Ona Carbonell · Margalida Crespí · Espanya | 93.800 |
| Duet rutina lliure      | Svetlana Kolesnichenko · Svetlana Romàixina · Rússia | 97.680 | Jiang Tingting · Jiang Wenwen · R.P. de la Xina | 95.350 | Ona Carbonell · Margalida Crespí · Espanya | 94.990 |
| Equips rutina tècnica   | RússiaVlada Chigireva · Mikhaela Kalancha · Daria Korobova · Anisya Olkhova · Alexandra Patskevich · Elena Prokofyeva · Alla Shishkina · Maria Shurochkina · Anzhelika Timanina · Alexandra Zueva                           | 96.600 | EspanyaClara Basiana · Alba María Cabello · Clara Camacho · Ona Carbonell · Margalida Crespí · Thaïs Henríquez · Paula Klamburg · Sara Levy · Meritxell Mas · Cristina Salvador                                   | 94.400 | UcraïnaLolita Ananasova · Maryna Golyadkina · Olena Grechykhina · Ganna Klymenko · Kateryna Reznik · Oleksandra Sabada · Kateryna Sadurska · Anastasiya Savchuk · Anna Voloshyna · Olha Zolotarova                                          | 93.300 |
| Equips rutina lliure    | RússiaVlada Chigireva · Svetlana Kolesnichenko · Daria Korobova · Alexandra Patskevich · Elena Prokofyeva · Alla Shishkina · Maria Shurochkina · Anzhelika Timanina · Anisya Olkhova* · Alexandra Zueva*                    | 97.400 | EspanyaClara Basiana · Alba María Cabello · Ona Carbonell · Margalida Crespí · Thaïs Henríquez · Paula Klamburg · Sara Levy · Meritxell Mas · Laia Pons* · Cristina Salvador*                                     | 94.230 | UcraïnaLolita Ananasova · Olena Grechykhina · Ganna Klymenko · Oleksandra Sabada · Kateryna Sadurska · Anastasiya Savchuk · Anna Voloshyna · Olha Zolotarova · Kateryna Reznik* · Maryna Golyadkina*                                        | 93.640 |
| Combinada rutina lliure | RússiaVlada Chigireva · Mikhaela Kalancha · Daria Korobova · Anisya Olkhova · Alexandra Patskevich · Elena Prokofyeva · Alla Shishkina · Maria Shurochkina · Anzhelika Timanina · Alexandra Zueva · Svetlana Kolesnichenko* | 97.060 | EspanyaClara Basiana · Alba María Cabello · Ona Carbonell · Margalida Crespí · Thaïs Henríquez · Paula Klamburg · Sara Levy · Meritxell Mas · Laia Pons · Cristina Salvador · Clara Camacho* · Irene Montrucchio* | 94.620 | UcraïnaLolita Ananasova · Maryna Golyadkina · Olena Grechykhina · Ganna Klymenko · Kateryna Reznik · Oleksandra Sabada · Kateryna Sadurska · Anastasiya Savchuk · Anna Voloshyna · Olha Zolotarova · Vira Golubova* · Dana-Mariia Klymenko* | 93.350 |

* reserves

## Medaller
| Pos.  | País            | Or | Plata | Bronze | Total |
| 1     | Rússia          | 7  | 0     | 0      | 7     |
| 2     | R.P. de la Xina | 0  | 4     | 0      | 4     |
| 3     | Espanya         | 0  | 3     | 4      | 7     |
| 4     | Ucraïna         | 0  | 0     | 3      | 3     |
| Total | Total           | 7  | 7     | 7      | 21    |